# Musée Mitsubishi Ichigokan
Le musée Mitsubishi Ichigokan (三菱一号館美術館, Mitsubishi Ichigōkan Bijutsukan) se trouve dans le district Marunouchi de Tokyo. La construction s'achève en 2009 pour une ouverture le 6 avril 2010. Le musée comprend environ 800 m2 d'espace d'exposition, répartis sur 20 salles, tout au long des 6 000 m2 du bâtiment.

## Collections
Le musée se concentre sur les œuvres d'art du XIXe siècle occidental. La collection Maurice Joyant, ensemble de plus de 200 œuvres d'Henri de Toulouse-Lautrec est incluse dans les collections propres du musée. Le thème de l'exposition inaugurale est « Manet et le Paris moderne », en coopération avec le musée d'Orsay. Une exposition commémorative pour l'ouverture et le dessin du logo sont annoncés en 2008.

## Architecture
Le bâtiment est une reproduction fidèle de l'original Ichigokan Mitsubishi qui se trouvait sur le même emplacement. À l'origine achevé en 1894 et conçu par l'architecte britannique Josiah Conder, le bâtiment a été démoli en 1968,. L'entreprise responsable de la reconstruction a utilisé des parties des plans originaux et des matériaux employés lors de la construction d'origine. Le nouveau bâtiment, construit en brique rouge et béton coulé, dispose de trois étages hors-sol et de deux niveaux souterrains.

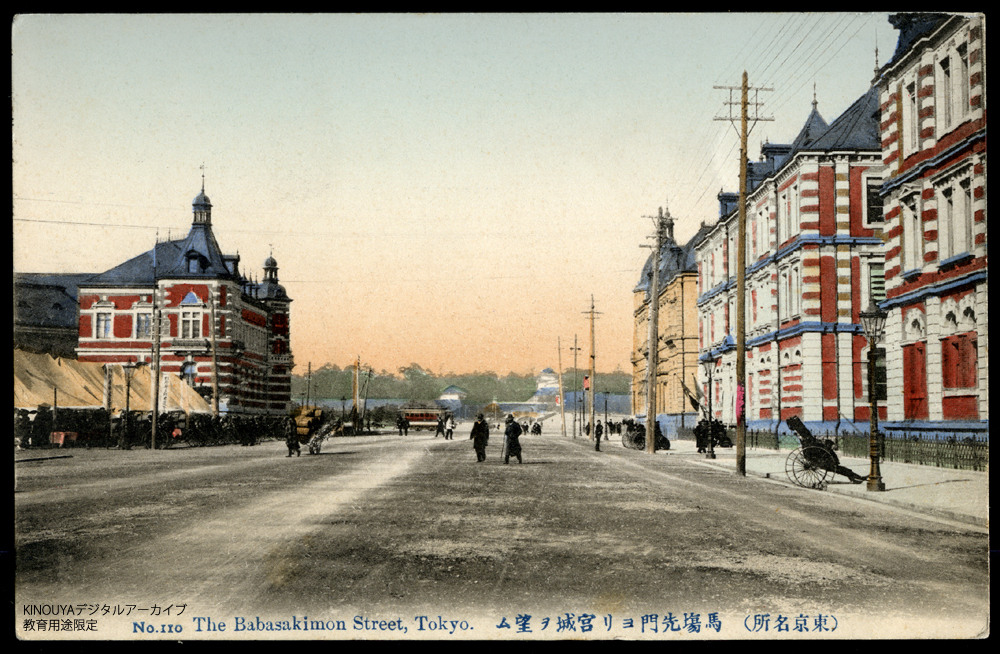
Vue de Babasakidori à la fin de l'ère Meiji

## Autres musées du centre de Tokyo
Le musée Mitsubishi Ichigokan est le quatrième plus important musée au centre de Tokyo. Les autres sont :
- Musée d'art Bridgestone
- Musée d'art Idemitsu
- Musée mémorial Mitsui